# Nicolas Marchant
Nicolas Marchant († 1678 in Paris) war ein französischer Apotheker und Botaniker.

## Leben und Wirken
Nicolas Marchant studierte Medizin an der Universität Padua und erhielt dort auch seinen Abschluss. Er war Direktor der Gärten des Herzogs Jean-Baptiste Gaston de Bourbon, duc d’Orléans in Blois und gehörte zu den ersten Mitgliedern der 1666 gegründeten Académie des sciences.
Sein Sohn Jean Marchant († 11. November 1738), ebenfalls Botaniker, wurde am 18. Juni 1678 Mitglied der Akademie und arbeitete am Jardin du Roi.

## Ehrentaxon
Jean Marchant benannte seinem Vater zu Ehren die Gattung Marchantia der Pflanzenfamilie der Marchantiaceae. Carl von Linné übernahm später diesen Namen.

## Werke
- Description des Plantes données par l'Académie. Paris, 1676